# Pluriarc

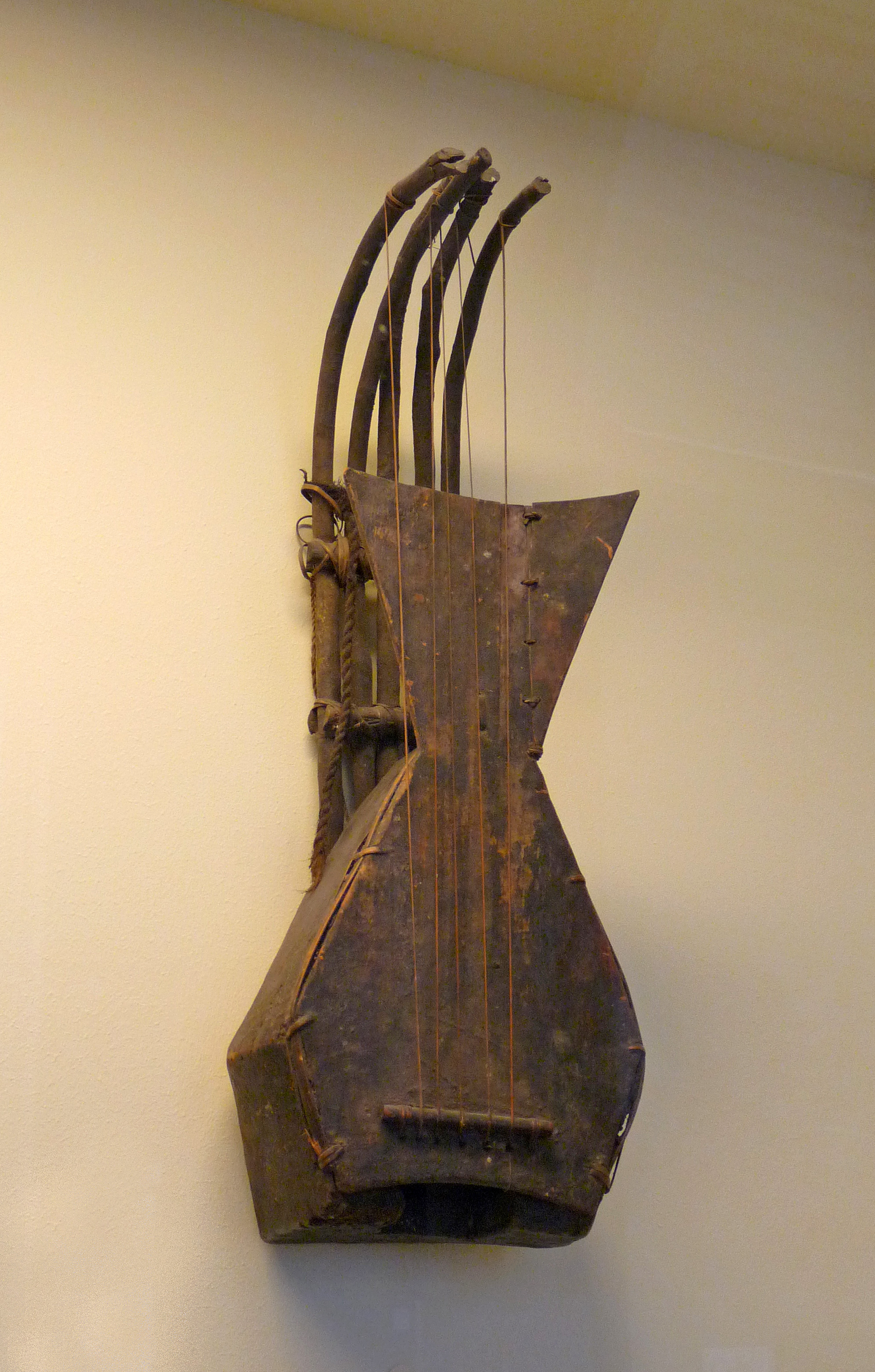
Fünfsaitiger ngwomi der Batéké im Kongo

Pluriarc (französisch, abgeleitet von latein plures, „mehrere“ und arcus, „Bogen“) bezeichnet eine Gruppe von mehrsaitigen Musikbögen, die auch als Bogenlaute klassifiziert werden und in der schwarzafrikanischen Musik verbreitet sind. An einem gemeinsamen Resonanzkörper, der aus einem Holzkasten, einer Kalebasse oder gelegentlich aus einem Blechkanister besteht, sind zwei bis acht Saitenträger für jeweils eine Saite in unterschiedlicher Tonhöhe befestigt. Die Saiten werden meist unverkürzt mit den Fingern oder mit einem Plektrum an einem Finger gezupft.
Die vier typologisch getrennten Verbreitungsgebiete liegen an der afrikanischen Atlantikküste und erstrecken sich von Ghana im Nordwesten (Gruppe NW) über Nigeria, Kamerun (Gruppe N), Gabun, Republik Kongo (Gruppe C) bis nach Angola im Süden (Gruppe S). Von afrikanischen Sklaven mitgebrachte Pluriarcs wurden darüber hinaus bis Ende des 19. Jahrhunderts in Brasilien verwendet.

## Bauform
Ein Musikbogen besteht aus einem gebogenen und biegsamen Saitenträger, zwischen dessen beiden Enden eine Saite gespannt ist. Eine Variante dieser Grundform eines Saiteninstruments ist der Musikstab, auch Stabzither, über dessen geraden starren Saitenträger eine oder mehrere Saiten in einem gewissen Abstand verlaufen. In seltenen Fällen gibt es Musikbögen mit mehreren Saiten an einem stark gekrümmten Saitenträger. Ein Beispiel ist der dreisaitige ekidongo, der in Uganda nur von Männern solistisch gespielt wird. Er unterscheidet sich von der einfachsten Form einer Bogenharfe nur dadurch, dass der Saitenträger nicht mit einem Resonanzkasten organisch verbunden ist. Stattdessen besitzen alle Musikbögen und Stabzithern einen separaten, abnehmbaren Resonanzkörper, der an einer Stelle mit dem Saitenträger fest verschnürt ist oder erst während des Spiels in Kontakt gebracht wird.

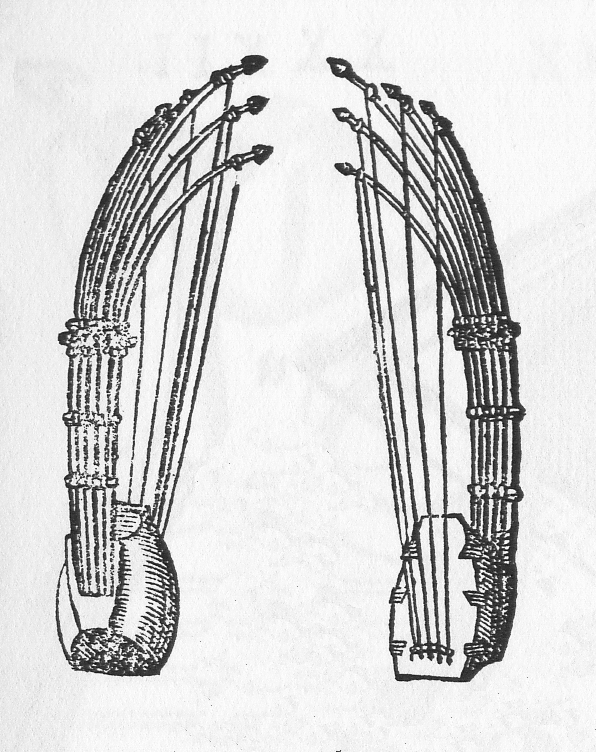
Die erste Abbildung eines Pluriarc im Syntagma musicum von Michael Praetorius 1619, Tafel XXXI

Pluriarcs sind mehrsaitige Musikbögen, bei denen mehrere Saitenträger mit einem Resonanzkörper fest verbunden sind und die sich astartig im Raum oder gabelartig in einer Ebene ausdehnen. Die Einteilung als Bogenlauten innerhalb der Kategorie der Lauteninstrumente in der Hornbostel-Sachs-Systematik setzt voraus, dass die Saiten parallel zur Decke des Resonanzkörpers verlaufen, was nicht bei allen Typen der recht vielfältigen Instrumentengruppe der Fall ist.
Die erste Abbildung eines Pluriarcs findet sich im 1619 erschienenen zweiten Band des Syntagma musicum von Michael Praetorius. Der Musikgelehrte hielt das dargestellte Instrument für indianischen Ursprungs und untertitelte die Zeichnung mit „Indianische Instrumenta am clang den Harffen gleich“. Tatsächlich dürfte es von der Küste Gabuns gestammt haben. 1470 waren dort die ersten Europäer gelandet und hatten bald Handelskontakte geknüpft. Im Bereich Gabun-Kongo wird auch der Ursprung der Pluriarcs vermutet. Die heutigen Batéké verwendeten noch Ende des 19. Jahrhunderts eine Form des Pluriarc mit acht Saiten, die sich von der bei Praetorius abgebildeten kaum unterschied.
Den Begriff „Pluriarc“ führte 1919 der aus der französischsprachigen Schweiz stammende Anthropologe und Rassentheoretiker George Montandon in seiner kulturgeografischen Klassifikation der Musikinstrumente ein. Darin ordnete er die Musikinstrumente bestimmten „Zivilisationszyklen“ zu.
Bernhard Ankermann katalogisierte Ende der 1890er Jahre zusammen mit Fritz Graebner die in der Afrikaabteilung des Berliner Völkerkundemuseums vorhandenen Pluriarcs. In Die afrikanischen Musikinstrumente (1901) klassifiziert Ankermann die Pluriarcs nach der Art, wie die Saitenträger am Resonanzkörper befestigt sind, in drei Gruppen: Bei der ersten und zahlreichsten Gruppe (VIa) sind die Saitenträger am Ende an einer Leiste unter dem Korpusboden eingeklemmt und verlaufen zunächst am Boden entlang und dann an der gegenüberliegenden Seite in einem Bogen nach oben. Sie kommt vom Fluss Ogooué in Gabun südwärts über das Kongobecken bis in den Norden Angolas vor. Ankermann unterteilt diese Gruppe weiter nach der Form des Resonanzkastens, der (1) auf der Seite der Saitenträger spitz zulaufend (lukonde der Bakuba), (2) rechteckig mit flacher Decke, gerader Rückwand und einwärts gebogenen Seitenteilen gegenüber oder (3) langrechteckig mit überstehender, aufgenagelter Decke sein kann. Die zweite Gruppe (VIb) besitzt einen unten offenen Kasten aus zusammengebundenen Brettern in Form eines Pyramidenstumpfes. Zwei Instrumente vom unteren Niger in Nigeria haben acht Saiten, ein weiteres Instrument aus dem Süden Kameruns besitzt fünf Saiten. Bei der dritten Gruppe (VIc) sind die Saitenträger durch eine Stirnseite in den Kasten hineingesteckt. Hierzu gehört eine Form mit einem dreieckigen Kasten, der aus zwei seitlichen Holzplatten und einer aufgeklebten oder angebundenen Decke besteht. Diese Instrumente mit fünf oder sieben Saiten sind an der hinteren Seite offen. Bei der anderen Form ist der rechteckige Resonanzkasten aus sechs Brettern mit Holzstiften zusammengenagelt. Diesem Typ ordnet Ankermann drei Exemplare zu: ohne Schallloch, ein Schallloch im Deckel, eines im Boden. Diese Gruppe kommt südlich des Flusses Kunene im Norden Namibias und Süden Angolas vor.
Später wurden diese drei Gruppen nach ihren Verbreitungsgebieten als Nord- (N), Zentral- (C, central) und Südgruppe (S) bezeichnet. Dies entspricht auf die hauptsächlichen Ethnien bezogen grob den Edo und Fang (N), Bantu (C) und Khoisan (S). Åke Norberg (1989) unternahm, auf der Grundlage von Ankermann, eine weitere Differenzierung in fünf Gruppen:
1. Die Saitenträger sind in Löcher an einer Stirnseite des Resonanzkastens gesteckt.
2. Die Saitenträger verlaufen an der Unterseite durch das Innere des Resonanzkastens.
3. Die Saitenträger sind außen an der Unterseite des Resonanzkastens befestigt.
4. Die Saitenträger sind in den Resonanzkasten hineingesteckt.
5. Die Saitenträger sind am vorderen Ende des Resonanzkastens befestigt.[7]

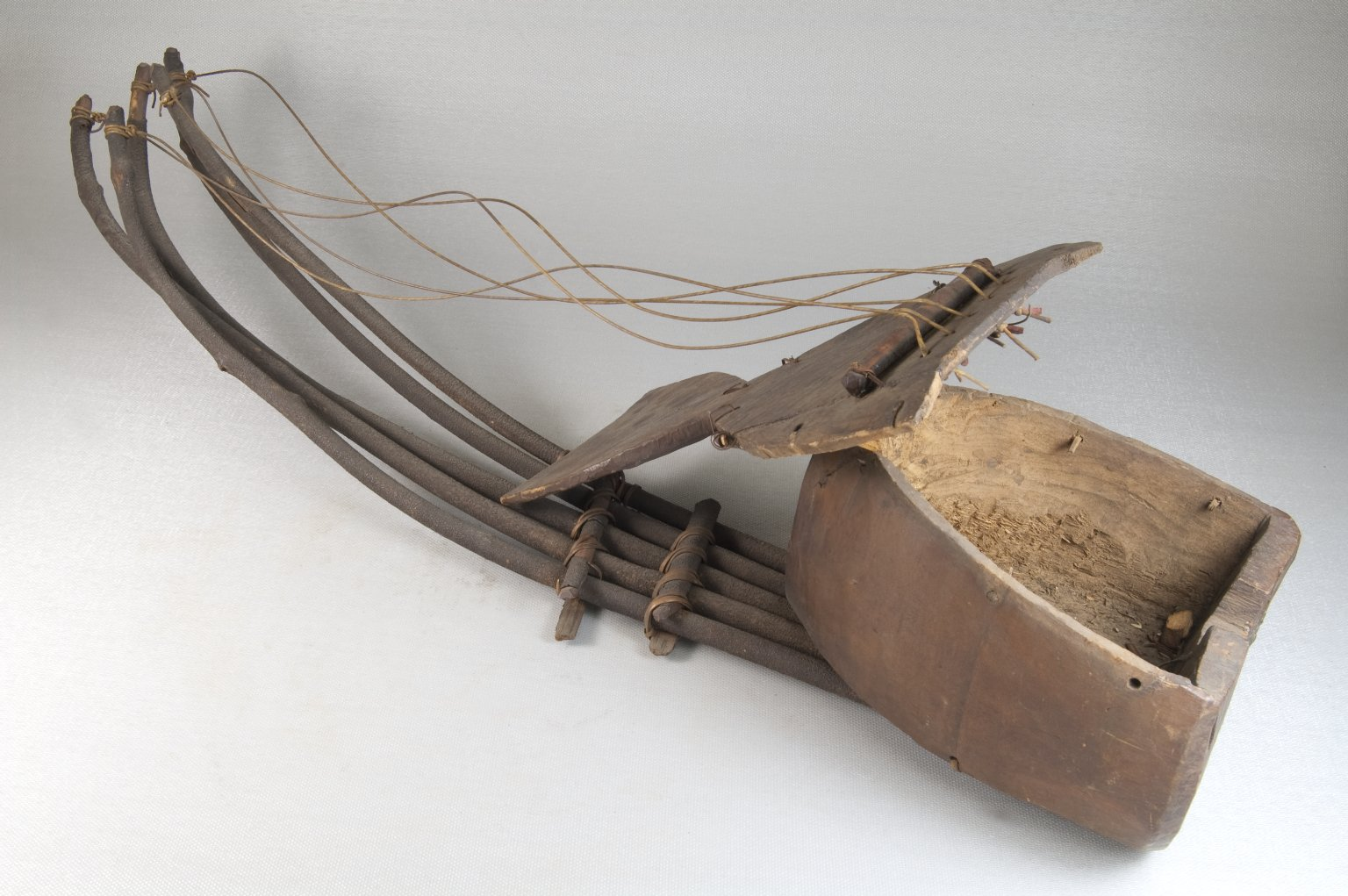
Pluriarc mit spitz zulaufendem Resonanzkasten und nach vorn vorkragender Decke (abgenommen). Gruppe Ankermann VIa. Kongobecken, Ende 19. oder Anfang 20. Jahrhundert.

Gerhard Kubik (2001) fasst die Pluriarcs in zwei Hauptgruppen zusammen: (1) Die Saiten verlaufen parallel zur Decke und die Saitenträger sind in Löcher auf der Oberseite des Resonanzkastens gesteckt (Ankermann VIc, Norberg 1 und 4). (2) Die Saiten verlaufen in einem Winkel geneigt zur Decke und die Saitenträger sind an der Unterseite des Resonanzkastens befestigt oder ragen teilweise in diesen hinein (Ankermann VIa und VIb, Norberg 1 und 3). Daraus resultieren unterschiedliche Methoden der Saitenstimmung. Seit dem Zweiten Weltkrieg wurden die Pluriarcs in der zentralen Verbreitungsregion (C) am gründlichsten untersucht. Es gibt eine Form, die sich nicht den genannten Gruppen zuordnen lässt und an der Küste Oberguineas vorkommt. Sie wird als Nordwestgruppe (NW) bezeichnet und besteht aus Bambusstäben als Saitenträger, die in eine große Kalebasse gesteckt sind. Darüber hinaus werden weitere regionale Formen erwähnt.
Der Resonanzkörper besteht häufig aus einem innen ausgehöhlten Holzstück mit einer Holzplatte als Decke, die mit Holzstiften oder Nägeln befestigt oder mit Baumharz angeklebt ist. Bei einigen zentralafrikanischen Pluriarcs wurden die Ränder zwischen Decke und Korpus mit Pflanzenmaterial und Harz abgedichtet. Die Ovambo in Südangola schnüren die Decke mit Pflanzenfasern oder Hautstreifen auf den Korpus. Die Bögen werden entweder unten zugespitzt und an der Stirnwand des Kastens eingesteckt oder längs hindurchgeschoben. Bei einem fünfsaitigen Exemplar der Kenyang im Westen Kameruns, das 1908 in Berlin archiviert wurde, verlaufen die Bogenstäbe seitlich außen an der Unterseite entlang. Bei vielen Pluriarcs werden die Bogenstäbe durch ein mit Pflanzenfasern befestigtes Querholz in eine parallele Richtung gebracht und stabilisiert.
Die Saiten bestanden früher überwiegend aus Pflanzenfasern, das heute zunehmend durch Draht ersetzt wird. Zum Stimmen werden die Saiten mit weniger oder mehr Spannung neu am Bogenende aufgewickelt. In Südangola dreht der Spieler die Bögen zur Seite oder zieht sie etwas aus dem Korpus heraus, um einen höheren Ton zu erzielen. Die Sira-Sprecher in Gabun beispielsweise spannen ihren nsambi mit Stimmschlingen, die sie um die Saiten und die Bogenspitzen wickeln. Wird die Stimmschlinge verschoben, ändert sich nicht nur die Länge, sondern auch die Position der Saite.
Manche Spieltechniken des Pluriarc kommen auch bei einsaitigen Musikbögen vor. Der Spieler positioniert den Pluriarc üblicherweise waagrecht mit den Saiten vom Körper weg. Falls der Resonator aus einer Kalebassenhälfte besteht, wird diese mit der offenen Seite gegen die Brust oder den Bauch gehalten und rhythmisch näher herangeführt oder gelegentlich aufgesetzt. Dadurch ändert sich das Volumen der in Schwingungen versetzten Luft in der Kalebasse, wodurch sich Lautstärke, Klang und Tonhöhe beeinflussen lassen. Eine solche Klangmodulation wird in Afrika auch bei der Kerbstegzither mvet und bei einigen Lamellophonen praktiziert, außerhalb des Kontinents dagegen sehr selten. Ausnahmen mit dieser Spielweise sind die jemenitische Stieltrommel sahfa sowie die im indischen Kulturkreis eine Randexistenz führenden Stabzithern tuila und kse diev. In manchen Regionen werden die Saiten mit dem Finger verkürzt, um mehrere Tonhöhen pro Saite hervorzubringen. Zum Klang vieler Pluriarcs gehört ein Rasselgeräusch, das durch angehängte Metallplättchen an den Bogenspitzen oder durch entlang der Bögen befestigte kleine, mit Getreidekörnern gefüllte Gefäßrasseln erzeugt wird.
Pluriarcs lassen sich klar von Saiteninstrumenten einfacher Bauart unterscheiden, bei denen mehrere Saiten an einem Saitenträger befestigt sind. Schwieriger wird die Klassifizierung einiger Formen innerhalb dieser seltenen Gruppe. Der dreisaitige Musikbogen ekidongo besteht aus einem halbrund gebogenen Holzstab, zwischen dessen Armen die drei Saiten in einer Ebene liegen. Beim Spielen wird der ekidongo auf einen separaten Resonator (umgedrehten Metalltopf) aufgesetzt. Prinzipiell die gleiche Saitenanordnung hat ein Saiteninstrument namens juru der Baule in der Elfenbeinküste. Das Instrument hat sechs parallele Saiten, die zwischen einen ähnlich rund gebogenen Stab gespannt sind, der jedoch aus einer Astgabel gefertigt wurde, weshalb es in der Literatur als forked harp („Gabelharfe“) erwähnt wird. Als Schallverstärker dient eine in der Mitte (am Stammende der Gabel) festgebundene Kalebassenhälfte, die der Musiker mit der Öffnung gegen seinen Oberkörper hält. Bei den Lobi in Burkina Faso hat diese kulõjo (IPA-Umschrift) genannte Harfenart fünf Nylonsaiten und bei den Kaansa-Sprechern in der Provinz Poni im Südwesten von Burkina Faso hat die koniɲã sechs Nylonsaiten.
Die einfachste Konstruktion eines unverbundenen Pluriarc zeigt das Foto eines Mädchens der Plateau Tonga, das Hugh Tracey in Nordrhodesien (heute Sambia) wohl in den 1950er Jahren aufnahm. Die junge Musikerin hat zwei mit einer Saite zu einem Halbkreis gespannte Stäbe mit den Saiten in waagrechter Position nebeneinander mit den Mitten der gebogenen Stäbe auf den Boden einer umgedrehten Waschschüssel aus Blech gestellt und drückt die Bogenstäbe durch einen quer darüber gelegten geraden Holzstab, den sie unter ihren Knien durchgeschoben hat, nach unten auf die als Resonator dienende Schüssel. Mit der linken Hand zupft sie an der linken Saite einen Bordunton. Ein Ende des rechten Bogens fixiert sie unter ihrem Kinn und produziert drei Töne mit der rechten Hand. Mit zusammen vier Tönen begleitet sie ihren Gesang.
Als Rahmenzither wird nach der Hornbostel-Sachs-Systematik ein Instrument definiert, dessen Saiten zwischen zwei Seiten eines (drei)eckigen Holzrahmens gespannt sind (bagida der Kru). Die aus einer Astgabel mit Kalebassenresonator gefertigte „Gabelharfe“ wird durch einen zusätzlichen Querstab zwischen den oberen Enden zu einer Rahmenzither. Bei der Rahmenzither do der Weh in der Elfenbeinküste ragen die beiden Rahmen spitzwinklig aus einer kugelförmigen Kalebasse. Wenn die Rahmen aus einer halbierten Kalebasse mit einer flachen Decke ragen, ergibt sich eine Leier. Die Saiten sind bei einer Leier üblicherweise nicht wie bei der Rahmenzither quer, sondern längs zwischen dem Resonanzkörper am spitzen Ende und der oberen Querstange gespannt. Dies ist ebenfalls bei der fünfsaitigen kipokandet der Nandi in Tansania der Fall, die aus einer Astgabel mit Querholz besteht und konstruktiv eine Mischform aus Rahmenzither und Leier darstellt.

## Verbreitung
Das Verbreitungsgebiet der Pluriarcs ist Afrika südlich der Sahara. Durch den transatlantischen Sklavenhandel gelangten Elemente der schwarzafrikanischen Musikkultur nach Süd- und Mittelamerika, wo der kissanga in Kuba und der agwado in Suriname erhalten geblieben sind. In Afrika kommen Pluriarcs in drei voneinander getrennten Regionen vor: im südlichen Afrika (Angola), im westlichen zentralen Afrika (Kongobecken) und in Westafrika. Zu letzterer Region gehören einige Ethnien, die an den Grenzen zwischen Guinea, Sierra Leone, Liberia und der Elfenbeinküste leben. Im zentralen Afrika liegt das Verbreitungsgebiet südlich des Bogens, den der Kongo bildet und reicht im Osten über den Fluss hinaus. Pluriarcs kennen ferner einige Ethnien in Kamerun und die Fang in Gabun, früher waren sie auch im südwestlichen Teil Nigerias verbreitet.

### Zentrales Afrika

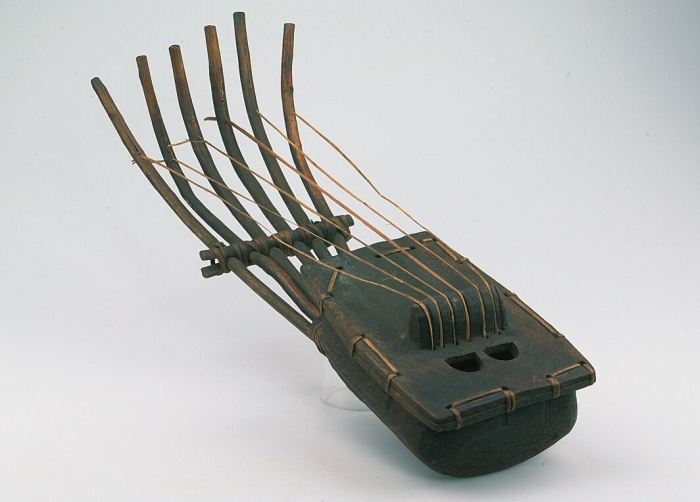
Sechssaitiger Pluriarc lukombe am Kongo. 63 cm lang. Tropenmuseum, Amsterdam, vor 1907

Bolima ist ein Pluriarc der Ngando und Yasayama in der Demokratischen Republik Kongo; bei den Ngando im Zentralkongo sind außerdem die Namen bompete und esandju (oder esanjo) bekannt, wobei esanjo im Kongo auch ein Lamellophon bezeichnet. Die Ekonde und eine Reihe weiterer Ethnien im Kongo kennen einen Pluriarc namens lokombe oder lokombi, bei den Teke-Sprechern lukombe. Ein lokombi diente als Instrument, das Krieger bei Kämpfen anfeuern sollte und als Instrument, das Jägern bei magischen Beschwörungen diente, mit denen sie Jagdtiere anlocken wollten. Die kongolesischen Eso nennen auch ein Lamellophon mit Holzlamellen lokombe. Grundsätzlich kommen Pluriarcs im zentralen Becken des Kongo vor, jedoch nicht im Norden und Osten. Dort werden stattdessen Bogenharfen, Trogzithern und Xylophone gespielt, die wiederum im Verbreitungsgebiet der Pluriarcs fehlen.
Teke-Sprecher im Kongo und in Gabun besitzen den großen fünfsaitigen Pluriarc ngwomi (Plural magwomi), der bei den Hum im Kongo ngwim und bei den Yans im Kongo ngwen genannt wird. An seinem rechteckigen Kastenresonator mit aufgenagelter Decke hängen Metallplättchen, die ein schnarrendes Geräusch produzieren. Bei manchen Instrumenten der Teke ist der massive Korpus von hinten ausgehöhlt. Ein Teke kniet beim Spiel und stellen seinen ngwomi diagonal vor sich auf den Boden. Mit der rechten Hand streicht er mit einem Pflanzenbüschel über die Saiten, während er mit den Fingern der linken Hand von der anderen Seite die Saiten dämpft, die nicht erklingen sollen. Diese Spielweise ist von antiken Leiern bekannt und wird heute noch bei Leiern am Roten Meer (simsimiyya, kisir, tambūra) und in Äthiopien (krar) angewandt. Beim ngwomi sind je nach Fingerstellung der linken Hand vier Zusammenklänge spielbar. Namensverwandt ist die achtsaitige Bogenharfe ngombi in Gabun.
Als nsambi ist ein fünfsaitiger Pluriarc bei den Lumbu und Punu in Gabun und im Westen Angolas bis in die Wüste Kalahari in Botswana bekannt. Der Kapuziner-Missionar Girolamo Merolla da Sorrento († 1697) kam 1683 in Luanda (in Angola) an. Wenig später reiste er den Kongo flussaufwärts bis zur Missionsstation in Sogno, wo er etwa fünf Jahre lang blieb. 1692 berichtete er in Breue, e succinta relatione del viaggio nel regno di Congo nell Africa meridionale über ein nsambi genanntes Saiteninstrument mit fünf Eisenbögen, die sich beim Spannen der Saiten mehr oder weniger in den Resonanzkörper eingesenkt hätten. Die Saiten bestanden demnach aus Palmblattfasern, die mit beiden Daumen gezupft wurden. Von den zwölf Illustrationen in diesem Werk zeigt eines eine Reihe von Musikern mit ihren namentlich bezeichneten Instrumenten. Der abgebildete nsambi-Spieler hält das tief klingende Instrument im Sitzen an seinen Bauch gepresst mit den Saitenbögen gegen die linke Schulter gerichtet. Die weiteren Instrumente auf dieser Abbildung sind zwei große Reibebretter, eine einfellige hölzerne Röhrentrommel ngaba, die eiserne Bügeldoppelglocke longa, die wie eine gankogui als Taktgeber fungierte, die Naturtrompete epugu und eine marimba mit 16 Kalebassenresonatoren.
Der Pluriarc der Punu verfügt über Saiten aus Pflanzenfasern und wird zusammen mit den Schlagstäben obaka zur Begleitung männlicher Gesangsstimmen eingesetzt. Ein im Indiana University Art Museum von Bloomington befindliches Instrument aus dem Süden Gabuns besitzt einen eleganten, an der Unterseite halbrunden Korpus aus einem weichen Holz mit einer flachen Decke, an dessen Boden fünf parallele schlanke Saitenträger ungleicher Länge befestigt sind. Die Saiten aus Pflanzenfasern verlaufen bis zu einem im unteren Bereich der Decke aufgesetzten Steg. An der Oberseite ist zwischen Saiten und Saitenträgern ein vollplastisch geschnitzter Frauenkopf angebracht.

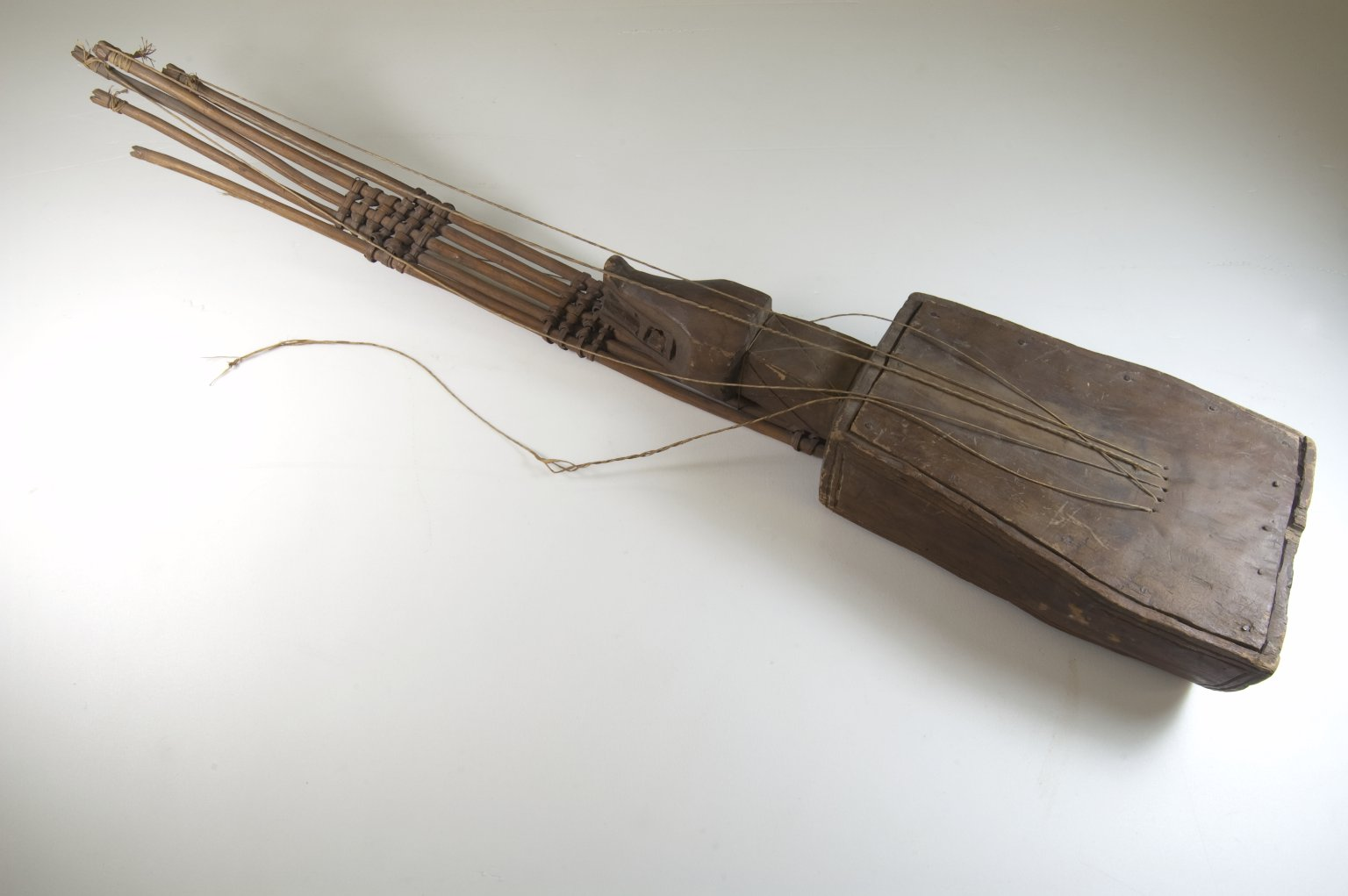
Fünfsaitiger Pluriarc aus dem Kongo, Ende 19. oder Anfang 20. Jahrhundert

Ende des 17. Jahrhunderts bezeichnete der portugiesische Militär und Historiker António de Oliveira de Cadornega (1623–1690), als er die Ölpalme (Elaeis guineensis) beschrieb, den Pluriarc nsambi bei den Ambundu als viola ambunda („Ambundu-Gitarre“). Aus den Blattfasern der Ölpalme fertigte man die Saiten an, die den Aquarellen und Beschreibungen des Kapuziner-Missionars Giovanni Antonio Cavazzi da Montecuccolo (1621–1678) zufolge mit den Fingern gezupft wurden.
Nsambi kizonzolo ist ein Pluriarc mit fünf Saiten und einem rechteckigen Holzkasten der Lari in der Republik Kongo. Die Saiten aus Raphia ragen aus einem rechteckigen Holzkasten. Der Musiker spielt mit beiden Händen und begleitet seinen eigenen Gesang.
Bei den Sundi im Kongo heißt ein namensverwandtes Instrument ntsambi und bei einigen anderen Ethnien sambi. Ein kleiner Pluriarc der Lumbu-, Vili und Sira-Sprecher im Südwesten Gabuns und der Loango an der Atlantikküste des Kongo wird tsambi genannt und entspricht möglicherweise dem fünfsaitigen nsambi der Punu.
Die Bembe sind eine Ethnie im Osten den Kongo und im Westen Tansanias zu beiden Seiten des Tanganjikasees. Sie spielen den Pluriarc ngomfi mit fünf gebogenen Saitenträgern und eine ebenfalls ngomfi genannte Halslaute mit fünf Saiten. Ihr lungunga genannter Musikbogen ist nicht mehr in Gebrauch. Der Pluriarc begleitet Unterhaltungstänze und Lieder. Er ist vermutlich nicht sehr alt und wurde von Völkern aus dem zentralen Kongo, möglicherweise von den Batéké, Bagangala oder Babembe eingeführt.

### Südliches Afrika
Im Südwesten Angolas praktizieren die Humbi und Handa, bantusprachige kleine Ethnien in der Provinz Huíla, Gesangsstile und Tanzformen, die sich von denen benachbarter Sprachgruppen unterscheiden. Mehrstimmige Gesänge, die mit dem achtsaitigen Pluriarc chihumba (Ankermann, VIc) begleitet werden, basieren wie in anderen Teilen Angolas auf einer hexatonischen Skala und in parallelen Terzen verlaufenden Melodielinien. Von Trommeln oder Händeklatschen rhythmisierte Tanzlieder verwenden dagegen eine pentatonische Skala. Der chihumba, der auf die musikalische Tradition der Khoisan zurückgeht, wird mit einer Schnur um den Hals in waagrechter Position getragen. Die Bodenseite des massiven Holzkorpus ist offen. Falls sie geschlossen ist, lässt die Decke einen Teil des Korpus unabgedeckt, damit die Saiten am unteren Ende befestigt und ausgetauscht werden können. Zu den weiteren Saiteninstrumenten zählten nach den Beobachtungen von Gerhard Kubik im Jahr 1965 ein Musikbogen mit Kalebassenresonator (mbulumbumba) und die unterschiedlich gespielten Mundbögen ohonji und sagaya. Ein ähnlicher Pluriarc im Osten Namibias und in Botswana mit fünf Saiten wird nur von Frauen gespielt. Der Pluriarc kahumba (okaxumba) bei den Ovambo in Namibia hat zwischen fünf und acht Saiten.
Die ǃKung in Botswana nennen / / gwashi einen Pluriarc, der im Ghanzi District auch als goroshi oder zhoma bekannt ist. Ein Exemplar, das John Brearley 1982 fand, bestand aus einem Fünf-Liter-Blechkanister, aus dem vier etwa 15 Zentimeter lange gebogene Stäbe herausragten. Die Drahtsaiten waren am Kanister mit kleinen eingesteckten Stiften befestigt, die als Stimmwirbel dienten. Ursprünglich wurde der Resonanzkörper dieses Instruments aus dem weichen und leicht zu bearbeitenden Stammholz eines Mankettibaums (Ricinodendron rautanenii) ausgehöhlt. Seit Blechkanister reichlich verfügbar sind, stellen sie den bequemeren Ausgangspunkt für den Instrumentenbau dar. Der Spieler legt den / / gwashi auf den Boden, wobei die Saitenträger vom Körper weg weisen und zupft mit Daumen und Zeigefinger beider Hände. Die Saiten werden nur leer gezupft. Es geht nicht darum, Harmonien zu entwickeln, sondern um eine rhythmische Gesangsbegleitung.

### Westafrika
Kondingi heißt ein dreisaitiger Pluriarc der Susu und Temne in Sierra Leone, der aus drei leicht gebogenen Saitenträgern besteht, die etwa rechtwinklig aus einem konkav gebogenen Holzbrett herausragen. Der Spieler hält das Brett mit der linken Hand, während er mit der rechten Hand die zu einem Punkt am gegenüberliegenden Ende des Brettes gespannten Saiten zupft.
Die Malinke in Guinea kennen einen ko voro (auch koworo) genannten Pluriarc mit sechs Saiten und einem Kalebassenresonator. Junge Männer begleiten damit ihre Lieder.
Der ubo akwara der Igbo in Nigeria ist ein rechteckiger Holzkasten, in dessen flacher Decke sich im unteren Bereich ein Schallloch befindet. An der oberen Schmalseite ragen sechs verschieden stark gekrümmte Saitenträger aus einem flexiblen Rohr heraus. Ubo akwara kann auch eine Laute bezeichnen. Saiteninstrumente und Lamellophone klassifizieren die Igbo allgemein als ubo aka, wie auch speziell ein Igbo-Lamellophon mit Halbschalenresonator heißen kann. Weiter verbreitete Saiteninstrumente in Nigeria sind Bogenharfen und besonders im Norden die einsaitige Spießgeige goge. Im Gebiet des alten Königreichs Benin im Südwesten Nigerias und in Benin begleiten sich professionelle Geschichtenerzähler der Edo auf der siebensaitigen Bogenlaute akpata (Ankermann VIb) oder dem Lamellophon asologun. In Kamerun heißen sechssaitige Pluriarcs komè und paata.
Banga ist ein Pluriarc mit sechs bis neun Saiten, der von den Kissi im Süden von Guinea gespielt wird. Die ersten beiden Saiten werden im Intervall einer kleinen Terz zur folgenden Saite gestimmt, auf die dritte bis zur sechsten Saite folgt jeweils eine große Sekunde. Die siebte Saite liegt eine Oktave über der ersten, die achte und die neunte sind wiederum eine große Sekunde höher.
Bei den Fang in Gabun gab es Anfang des 20. Jahrhunderts einen dreisaitigen Pluriarc mit einem rechteckigen Kasten aus Streifen von Raphiamark. Die Bogenstäbe bestehen aus dem Stiel von Raphiablättern, die in den Korpus hineingebohrt sind. Aus diesen weichen Raphiaplatten haben Mabi-Sprecher in Kamerun den Korpus ihres Pluriarc mit Holz- oder Bambusstiften zusammengenagelt. Bei den ähnlichen Instrumenten der Fang und der Mabi sind die Saiten zwischen dem oberen Bogenende und deren unterem Austritt aus dem Korpus gespannt.
Zwischen Mitte des 16. bis Mitte des 17. Jahrhunderts werden die 895 erhaltenen rechteckigen Benin-Bronzen aus dem ehemaligen Königreich Benin datiert, von denen bei einem Drittel die Figurengruppen Musikinstrumente in den Händen halten. Nur drei der Bronzegüsse – die einzigen abgebildeten Saiteninstrumente – zeigen eine Form eines Pluriarc.

### Südamerika

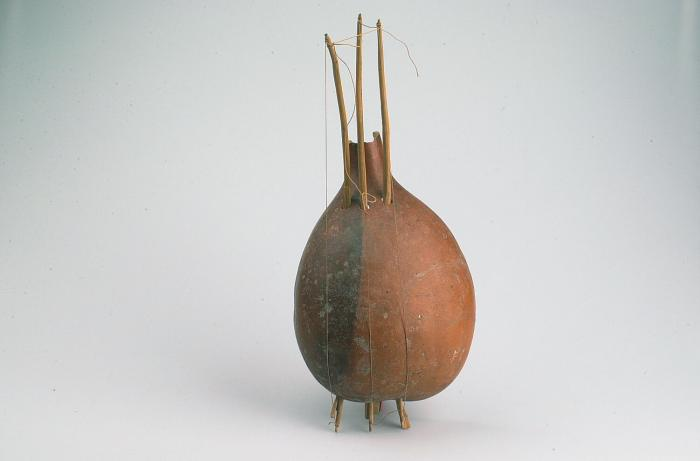
Agwado in Suriname. Sammlung des Tropenmuseums in Amsterdam, vor 1962

Der agwado (auch agbado) aus Suriname besitzt drei, an dünnen gebogenen Zweigen befestigte Saiten, die längs durch einen großen Flaschenkürbis geführt werden. Die während der niederländischen Kolonialzeit politisch autonom und kulturell abgeschottet lebenden Aluku, eine zu den Maroons gehörende Volksgruppe, haben viele Traditionen ihrer afrikanischen Herkunft bewahrt. Der agwado wird zur Begleitung von Solo-Gesängen eingesetzt, häufig werden in den Liedern besitzergreifende Gottheiten angesprochen.
Der Sklavenhandel von Afrika nach Brasilien begann Ende des 16. Jahrhunderts und fand – befördert durch die Bewegung des Abolitionismus – mit dem Aberdeen Act 1845 sein Ende. Die meisten afrikanischen Sklaven, die in diesen drei Jahrhunderten nach Brasilien kamen, stammten aus dem Kongobecken und aus der angolanischen Provinz Benguela, außerdem wurden im 19. Jahrhundert in großer Zahl Sklaven von der Goldküste in die brasilianischen Bundesstaaten Bahia und Maranhão verschleppt. Die Pluriarcs in Brasilien sind nur noch aus literarischen Quellen bekannt, die ihre Existenz vom Ende des 18. Jahrhunderts bis zum Ende des 19. Jahrhunderts belegen. Entsprechend der Verteilung der afrikanischen Sklaven waren Pluriarcs des zentralafrikanischen Typs (C) in Rio de Janeiro und des südlichen Typs (S) im Norden Brasiliens verbreitet.
Der aus Bahia stammende Naturforscher Alexandre Rodriques Ferreira (1756–1815) reiste in den 1780er Jahren durch den Norden und das Zentrum der portugiesischen Kolonie Brasilien, wo er die Pflanzenwelt, Landwirtschaft und die Kultur der Bevölkerung beschrieb und in Zeichnungen festhielt. Eine Zeichnung zeigt einen waagrecht gehaltenen, siebensaitigen Pluriarc, den Ferreira als „Gitarre der Schwarzen“ (Viola q. tocaõ os Pretos) bezeichnete. Das aufwendig herzustellende Instrument, das dem heutigen chichumba ähnelte, ist längst von der Gitarre abgelöst worden.
Joaquim Candido Guillobel (1787–1859) und Henry Chamberlain, 2. Baronet (1796–1844), fertigten in Brasilien etliche Aquarelle von aus Afrika eingeführten Pluriarcs, Musikbögen, Lamellophonen und einsaitigen Fideln an. Ein Bild von Guillobel zeigt einen Schwarzafrikaner in Rio de Janeiro, der einen riesigen Korb mit Gemüse und Fisch auf seinem Kopf trägt, während er mit beiden Händen einen Pluriarc wohl zur Gesangsbegleitung spielt. Chamberlain kopiert in einer Abbildung den von Guillobel dargestellten Pluriarc-Typ. Er nennt den Porträtierten einen Schwarzen aus dem Kongo, entsprechend gehört das gezeigte Instrument zum Typus Ankermann VIc. Der französische Maler Jean-Baptiste Debret (1768–1848) malte in den 1820er Jahren in Rio de Janeiro ein Aquarell eines Pluriarc, dem er den Titel Viola d’Angola, Musica dos Pretos („Gitarre aus Angola, Musik der Schwarzen“) gab. Das von drei Seiten gezeigte Instrument stammt von den Batéké, die auf einem Hochland siedelten, das sich vom Pool Malebo im Kongo bis in den Südosten Gabuns erstreckt. Hier lag das ehemalige Königreich Anziku (oder Teke).

## Kulturelle Bedeutung
Laut einem Schöpfungsmythos der Likuba-Sprecher im Westen der Demokratischen Republik Kongo ist der Pluriarc eine Gabe des Himmels und verkörpert Eba Niambe, den ersten Menschen. Eba Niambes zweiter Sohn Esszé verbrachte sein Leben aufgrund einer gewissen Behinderung in einem Dorf, wo er einen Pluriarc spielte, der wiederum ein Geschenk des Himmels war. Esszé konnte außerdem wahrsagen und wurde so zum ersten Musiker und magischen Heiler. Ursprünglich besaß der Likuba-Pluriarc drei Saiten, die ein Haus, ein Boot und den Bauch der Mutter verkörperten.
Bei den Vili im Südwesten des Kongo und bei den Yombe zeigt sich ebenfalls die magische Bedeutung des Pluriarc. Ihr Pluriarc nsambi ist ein zentrales Element im religiösen Wahrsagungstanz liboka, weil die Magiepraktiker Pluriarc spielen, während sie mit den Geistern in Verbindung treten. Der Pluriarc ngwomi der Teke dient bei Trauerzeremonien als Bindeglied zur jenseitigen Geisterwelt, wenn der Leichnam des Verstorbenen zur Schau gestellt wird. Nach einem weiteren Bericht aus dem Süden Gabuns begleiten Pluriarcs Heilungsrituale, die bei Erkrankungen durch Fruchtbarkeitsgeister hervorgerufen werden. Bei den Bakongo in der Nähe von São Salvador im Norden Angolas gehört der nsambi zum Ndembo-Geheimbund. Er begleitet die Tänze der Initiierten und darf von Außenstehenden nicht gesehen werden. Besitzt der Korpus des Pluriarc eine besondere anthropomorphe Form, so gehört er zu einem Ahnenkult.
Neben der magisch-religiösen Bedeutung dienten mancherorts Pluriarcs als Symbole eines Herrschers (wie etwa die Naturtrompete kakaki im islamisierten Norden). In diesen Fällen kommen anstelle der üblicherweise 50 bis 70 Zentimeter großen Instrumente übergroße Pluriarcs vor, die 150 bis 170 Zentimeter lang sind. Ein solcher, mit zunehmender Länge mehr Macht symbolisierender Pluriarc war der fünfsaitige ngwomi der Teke im Osten Gabuns. Ein anderer großer Pluriac ist der ntembe lokombi der Konda mit einer Länge von 150 bis 160 Zentimetern. Sein Resonanzkörper ist aus einem Holzblock trogförmig herausgeschnitzt und an der Oberseite mit einer dicken Holzplatte abgedeckt. Er wird an einer um die linke Schulter gehängten Schnur gehalten.
Kleinere Pluriarcs werden frei mit beiden Händen vor dem Oberkörper getragen und typischerweise beim Gehen gespielt. Früher wurden Pluriarcs am häufigsten zur musikalischen Unterhaltung auf langen Fußmärschen verwendet. Der leichte und tragbare akpata im Südwesten Nigerias ist nachweislich seit dem vorkolonialen Königreich Benin mit den Geschichtenerzählern der Edo verbunden. Er wird ausschließlich von Männern gespielt.